# Medasina obliterata
Medasina obliterata là một loài bướm đêm trong họ Geometridae.